# Leucosticte arctoa
Leucosticte arctoa е вид птица от семейство Чинкови (Fringillidae).

## Разпространение
Видът е разпространен в Китай, Казахстан, Монголия, Русия, Северна Корея, Южна Корея и Япония.